# Жанна де Шини
Жанна (Jeanne de Chiny) (1210—1271) — графиня Шини с 1226.
Старшая дочь Луи IV де Шини и Матильды д’Авен.
После смерти отца унаследовала графство Шини, а её сёстры получили: Агнесса (ум. до 1235) - сеньории Ажимон и Живе; Изабелла - сеньории Флоранвиль и Сен-Ло.
Не позднее 1228 года вышла замуж за Арнуля IV (1210—1273), граф Лоона, который принял титул графа Лоона и Шини. Дети:
- Жан I (1230—1278), граф Лоона и Шини
- Елизавета (ум. до 1251), жена Тома III де Куси, сеньора де Вервена
- Аделаида, жена Дитриха II фон Фалькенбурга
- Юлиана, жена Николя де Кьеврена
- Луи V (1235—1299), граф Шини
- Арно, сеньор де Вар
- Генрих, сеньор д’Ажимон
- Жерар, сеньор Шованси и Шателя
- Маргарита, муж — Виллем IV ван Хорн.

В 1258 году вместе с мужем и аббатом монастыря Орваль Анри де Буйоном основала город Жерувиль (Gérouville).
Умерла 17 января 1271 года.